# OAIster
OAIster è un metamotore di ricerca non commerciale dell'Università del Michigan, che permette di reperire e aggregare gratuitamente i metadati di molteplici fonti eterogenee quali documenti e repository istituzionali Open Access.

## Storia
Il sito fu lanciato nel 2002 grazie ad un finanziamento dell'Andrew W. Mellon Foundation e negli anni è arrivato ad acquisire decine di milioni di record bibliografici.
Nel 2009, l'ateneo americano avviò una collaborazione di lungo termine con l'OCLC, per garantire un accesso continuativo alle risorse indicizzate all'interno di OAIster.

## Contenuto
Il sito mostra più di 25 milioni di record bibliografici estratti da 1.000 centri a livello mondiale di tipo eterogeneo: testi nativamente digitali (come libri e riviste), libri e riviste e digitalizzati, manoscritti, tesi e paper di ricerca (anche peer-reviewed), immagini e fotografie, film, video e dataset.

## Funzionalità
La banca dati di OAIster è alimentata da biblioteche digitali, archivi digitali e riviste online che adottano e condividono lo standard Open Archives Initiative Protocol for Metadata Harvesting dell'Open Archives Initiative (OAI).
I record sono inseriti in autonomia dalle singole organizzazioni aderenti, mediante il WorldCat Digital Collection Gateway self-service, un'interfaccia web  messa a disposizione e manutenuta da WorldCat.
Una volta lanciata l'interrogazione, i risultati sono filtrati da un aggregatore e presentati all'utente. I record di OAIster sono ridondati e resi visibili anche su WorldCat.